# Ганчо Манчев
Ганчо Иванов Манчев (среща се и Ганчо Манчев Иванов) е български офицер, генерал-майор от артилерията, участник в Първата световна война (1915 – 1918), командир на Въздушните войски през Втората световна война (1944 – 1946).

## Биография
Ганчо Манчев на 23 юни 1894 в град Дряново. Завършва Априловската гимназия в Габрово. Завършва Военното училище в София през 1917 г. в 38 випуск с артилерийски профил. Служи в 1-ви артилерийски полк. Участва в Първата световна война. През 1918 г. влиза във въздухоплаването. Специализира в Германия 1 година. След завръщането си през 1919 г. постъпва като пилот в аеропланното училище в Божурище. През 1926 г. участва в прехвърлянето на училището в Казанлък.
От 1930 г. капитан Ганчо Манчев служи като адютант на смесения орляк, от 1931 г. е командир на ято, от същата година е командир на 2-ро бомбардировачно ято, а от 1932 г. е в смесения орляк, като същата година е назначен за комендант на летище. През 1933 г. е назначен за командир на строева сборна рота, от 1934 г. е началник на секция в Щаба на Въздушните войски.
През 1935 г. е уволнен и арестуван по процеса срещу офицерите-републиканци и осъден на 8 години затвор. Престоява 5 години в затвора и е освободен през 1940 г. На 23 октомври 1944 г. капитан Ганчо Манчев е назначен за командир на Военновъздушните сили и повишен в чин генерал-майор, като сменя на тази длъжност полковник Георги Дреников. През 1946 г. е уволнен от служба. Арестуван е от комунистическата власт и съден, но оправдан поради липса на доказателства. На 29 април 1951 г. е арестуван по подозрение за участие в преврат за сваляне на правителството на ОФ и присъединяване на България към лагера на капиталистическите страни. и изпратен в Белене. Умира на 25 юни 1968 г.

## Военни звания
- Подпоручик (1 август 1917)
- Поручик (30 юли 1919)
- Капитан (6 юли 1928)
- Генерал-майор (23 октомври 1944)

## Образование
- Военно на Негово Величество училище (до 1917)